# Parc éolien de Whitelee
Le parc éolien de Whitelee est un parc éolien situé en Écosse. 